# جيت فور يو
جيت فور يو هي سابقا شركة طيران مغربية خاصة، كانت تعمل بنظام الطيران منخفض التكلفة. كانت تملك المجموعة الدولية TUI AG travel group حوالي 40 بالمائة من رأس مال الشركة. و كانت تتخد شركة جيت فور يو من مطار مراكش المنارة مركزا لرحلاتها نحو وجهات أوربية. توقف عمل الشركة نهائيا في يناير من عام 2012 إثر دمجها مع الشركة البلجيكية جيت إير فلاي

## الأسطول
- 5 بوينغ 737-400
- طائرتين بوينغ 737-800

## الوِجهات
غطت شركة جيت فور يو المجال الجوي من وإلى المدن التالية:
- أكادير
- فاس
- مراكش
- باريس
- الدار البيضاء
- ورززات
- وجدة
- الناظور
- برشلونة
- مرسيليا
- بروكسيل
- ليل (مدينة)

## وصلات خارجية
الصفحة الرئيسية نسخة محفوظة 15 مايو 2006 على موقع واي باك مشين.  